# 浦和町
浦和町（うらわちょう）は、鹿児島県いちき串木野市の町。旧串木野市浦和町。郵便番号は896-0036。人口は251人、世帯数は114世帯（2015年10月1日現在）。

## 概要
市の中央部に位置する。西部は東シナ海の港湾に面しており、そこから時計回りに同市西浜町、港町、栄町、御倉町、新生町と隣接する。

### 町名の由来
浦和という町名は、角川日本地名大辞典によると「古くから呼ばれていた本浦の南部に当たり、平和な町づくりを願って命名された」とされる。

## 歴史
1954年（昭和29年）に串木野市大字下名のうち字勘場、浜ノ町の各一部から分割され串木野市の町「浦和町」として設置された。
2005年（平成17年）10月11日には串木野市が日置郡市来町と新設合併しいちき串木野市が設置された。新設合併の際の合併協定書では新たに設置されるいちき串木野市の町名・字名について「串木野市、市来町の町・字の区域及び名称については、現行のとおりとする。」と協定された。このことにより町名の変更は行われず、いちき串木野市の町となった。

### 町域の変遷
| 変更後         | 変更年             | 変更前                                   |
| -------------- | ------------------ | ---------------------------------------- |
| 浦和町（新設） | 1954年（昭和29年） | 大字下名字勘場（一部）・字浜ノ町（一部） |

## 人口
以下の表は国勢調査による小地域集計が開始された1995年以降の人口の推移である。
| 統計年             | 統計年 | 人口 | 人口 |
| ------------------ | ------ | ---- | ---- |
| 1995年（平成7年）  | [ 10 ] | 391  |      |
| 2000年（平成12年） | [ 11 ] | 346  |      |
| 2005年（平成17年） | [ 12 ] | 304  |      |
| 2010年（平成22年） | [ 13 ] | 272  |      |
| 2015年（平成27年） | [ 5 ]  | 251  |      |

## 施設

### 公共
- 海上保安庁第十管区海上保安本部串木野海上保安部[14]
- 浦和公民館
- 御倉山公園

### その他
- 串木野市漁協 製氷工場

## 小・中学校の通学区域
市立小・中学校に通う場合、学区（校区）は以下の通りとなる。
| 町丁   | 番地 | 小学校                       | 中学校                         |
| ------ | ---- | ---------------------------- | ------------------------------ |
| 浦和町 | 全域 | いちき串木野市立串木野小学校 | いちき串木野市立串木野西中学校 |

## 交通
鉄道は通っておらず、JR鹿児島本線の串木野駅が最寄りとなる。
町内を縦貫する鹿児島県道38号串木野港線にいきいきバス木原墓地線が運行しており、北部は港町の「漁協前」、南部は新生町の「串木野港」停留所が利用可能。

### 道路
- 鹿児島県道38号串木野港線